# クリス・ドールマン (アメリカンフットボール)
クリス・ドールマン（Chris Doleman 1961年10月16日- 2020年1月28日）はインディアナ州インディアナポリス出身の元アメリカンフットボール選手。NFLのミネソタ・バイキングス、アトランタ・ファルコンズ、サンフランシスコ・フォーティナイナーズでディフェンスエンドとして1985年から1999年までの15年間232試合（先発出場は213試合）でプレイした。NFL時代の背番号は56。

## 経歴
ハイスクール時代、彼はオールペンシルベニア州にフットボールのラインバッカー、バスケットボールのフォワードとして選出された。
ピッツバーグ大学では1年次から12サックをマーク、4年次には3試合に欠場しながらも6サック、100タックルなどを達成した。
大学卒業後、1985年のNFLドラフトで1巡目全体4位でミネソタ・バイキングスに指名され入団した。彼はプロボウルに8回選出され、6回オールプロに選ばれている。キャリア150.5サックを記録している。
彼にとってのベストシーズンは1989年でこの年NFL最多の21サックを相手クォーターバックに浴びせた。この年の最終週のシンシナティ・ベンガルズ戦では4サックを記録している。
1991年に彼はフリーエージェントとなったがバイキングスと再契約した。
1994年にバイキングスの1994年ドラフト2巡目指名権と共にファルコンズの1994年ドラフト2位指名権、1995年ドラフト1位指名権と引換にトレードされた。同年4月下旬、ファルコンズと2年契約を結んだ。
1996年からサンフランシスコ・フォーティナイナーズでプレーし、1998年には15サックをあげた。1999年に古巣のバイキングスに復帰した。
2005年にはプロフットボール殿堂入り候補者として初めてノミネートされ、2012年に殿堂入りを果たした。
2018年1月25日に膠芽腫に罹り脳手術を受けていたが、快方することなく2020年1月28日に死去した。58歳没。

## 成績
- 150．5サック、8インターセプト、2タッチダウン、ファンブルリカバー24回、セイフティ2回
- プロボウル8回出場（1987, 1988, 1989, 1990, 1992, 1993, 1995, 1997）
- オールプロ選出6回（1987, 1988, 1989, 1990, 1992, 1993）
- NFL最多サック1回（21.0サック）（1989）
- en:National Football League 1990s All-Decade Team選出
- UPI NFLディフェンスプレイヤー・オブ・ザ・イヤー

## その他
同じ1985年ドラフト組には、1巡目に全体1位で指名されたブルース・スミス（バッファロー・ビルズ）、ジム・ラシェイ（サンディエゴ・チャージャーズ）、ジェリー・ライス（サンフランシスコ49ers）、ウィリアム・ペリー（シカゴ・ベアーズ）、2巡目にランドール・カニンガム（フィラデルフィア・イーグルス）、3巡目にフランク・ライク（ビルズ）、4巡目にアンドレ・リード（ビルズ）、5巡目にハーシェル・ウォーカー（ダラス・カウボーイズ）、ケビン・グリーン（ラムズ）、6巡目にスティーブ・ボノ（バイキングス）、11巡目にダグ・フルーティ（ロサンゼルス・ラムズ）などがいる。